# Monajat (programvara)
Monajat är ett program för GNU/Linux och Windows som visar Azkar meddelanden. Det körs i notifieringsytan och visar hadith.
Sabily Team tillhandahåller Monajat.